# Base Aérea de Aviano
La Base Aérea de Aviano (códigos IATA: AVB, OACI: LIPA) es una instalación aérea militar de la Aeronautica Militare en el noreste de Italia, en la región de Friuli-Venecia Julia. Está ubicada en el municipio de Aviano, al pie de los Alpes Cárnicos, a unos 15 kilómetros de Pordenone. La base es propiedad y administración de Italia, siendo operada por las Fuerzas Aéreas de los Estados Unidos en Europa y la propia Aeronautica Militare.

## Unidades

### Fuerzas Aéreas de los Estados Unidos
Aviano es operada por la 31 Ala de Combate (31 FW), de las Fuerzas Aéreas de los Estados Unidos en Europa (USAFE) y África, pertenecientes a la Fuerza Aérea de los Estados Unidos (USAF) y por el Comando Europeo de los Estados Unidos (EUCOM). 
La 31 FW incluye un grupo de mantenimiento, un grupo de apoyo, un grupo médico y un grupo de operaciones (OG). Los escuadrones de combate del grupo operativo son: 
- El 510º Escuadrón de combate, "Buzzards".
- El 555º Escuadrón de combate, "Triple Nickel".

Ambos están equipados con aparatos Lockheed Martin F-16 Fighting Falcon, (F-16). 
La misión principal de Aviano es llevar a cabo operaciones expedicionarias y regionales al mando de la OTAN, o del Cuartel General Supremo de las Potencias Aliadas en Europa (SHAPE).

### Aeronautica Militare
- Fuerzas Aéreas italianas

## Historia

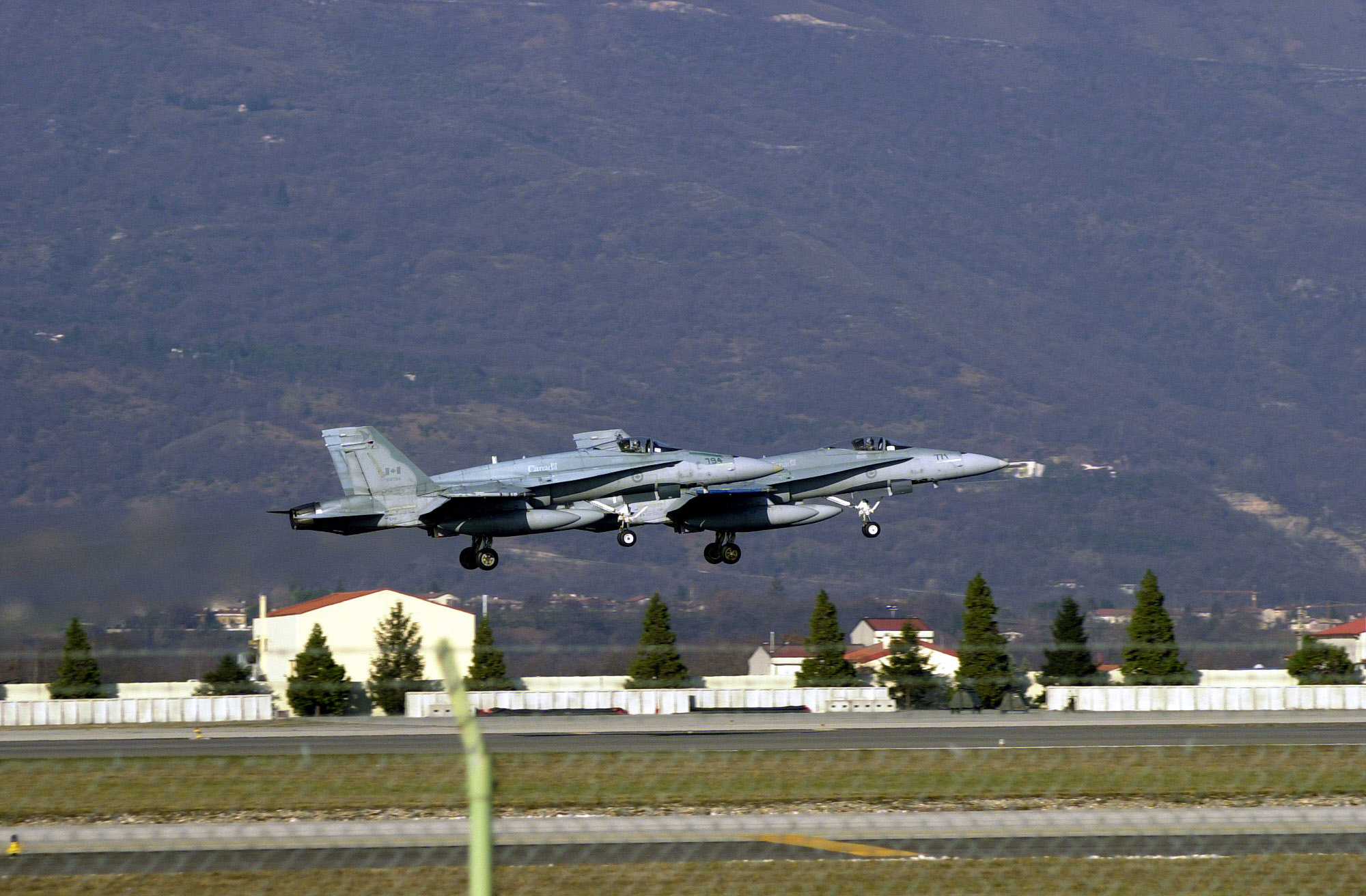
Aviones F-18 Hornet despegando de Aviano.

La base aérea de Aviano se estableció en 1911, y fue utilizada como base de entrenamiento para pilotos italianos y como factoría para la instalación de partes de aeronaves. Durante la Primera Guerra Mundial, la Fuerza Aérea Italiana utilizó el aeródromo en misiones contra el Ejército Austrohúngaro y el alemán. Durante el conflicto, dos aviadores italianos, el capitán Maurizio Pagliano y el teniente Luigi Gori, llevaron a cabo el ataque aéreo sobre los astilleros austrohúngaros en Pula, en lo que hoy es Croacia. En su honor, el nombre de la base fue cambiado oficialmente a "Aeroporto Pagliano e Gori", en 1919. En el período de entreguerras, el aeródromo volvió a utilizarse como base de entrenamiento.
Durante la Segunda Guerra Mundial, tanto la Fuerza Aérea Italiana como la Luftwaffe alemana realizaron misiones desde el aeropuerto Pagliano e Gori. Las fuerzas británicas capturaron la base en 1945, llevando a cabo operaciones aéreas en ella hasta 1947, en que la Fuerza Aérea Italiana reanudó el uso operacional del aeropuerto, utilizándolo hasta 1954.
En 1954, los gobiernos de los Estados Unidos y de Italia firmaron un acuerdo de uso conjunto en el marco de la Organización del Tratado del Atlántico Norte (OTAN). El cuartel general de la USAFE activó oficialmente el aeródromo el 15 de febrero de 1955. 
Aviano no tenía aviones de combate táctico permanente asignados. En lugar de ello, organizó la base con la rotación de comandos tácticos aéreos de apoyo de la OTAN. El 7227º Grupo de Apoyo en Combate fue el anfitrión de la unidad de Aviano desde el 1 de diciembre de 1957, siendo reemplazada por el 40.º Grupo Táctico el 1 de abril de 1966 se implantó el 40.º Grupo Táctico para operar la rotación de las unidades de los Estados Unidos de forma permanente.
Con el cierre de operaciones de la Base Aérea de Torrejón, en España, el 21 de mayo de 1992, el 401ª Ala de Combate fue trasladado a Aviano, sustituyendo al 40º Grupo Táctico. Cuando el huracán Andrew destruyó la Base Aérea de Homestead, en Florida, se desactivó la 401ª y fue sustituida por la 31.ª Ala de combate, el 1 de abril de 1994.
Desde la base de Aviano, se han llevado a cabo misiones como la Operación Fuerza Deliberada en la Guerra de Bosnia o la Operación Fuerza Aliada en la Guerra de Kosovo.